# Patrick de Gmeline
Patrick de Gmeline, ou encore von Gmelin né le 3 mai 1946 à Paris, est un historien de l'histoire militaire.

## Biographie
Patrick de Gmeline est le petit-fils de Wilhelm-Johann von Gmelin, colonel des lanciers de la Garde impériale russe fusillé par les bolcheviques.
Après avoir passé douze ans au lycée Carnot à Paris de 1952 à 1965 (il a été secrétaire général puis président de l'association des anciens élèves), il a poursuivi des études en droit (il est titulaire du CAPA et a fait son stage d'avocat à Paris), et après avoir occupé des postes de responsabilités dans la publicité puis comme secrétaire général d'un groupement patronal, il commence une carrière littéraire consacrée à l'histoire.
Il se spécialise d'abord dans la généalogie, dans l'héraldique puis dans l'histoire militaire. Il s'intéresse ensuite à l'histoire des entreprises (principalement industrielles et bancaires) ou des associations (cercles et clubs).

## Ouvrages historiques
- Commandos d'Afrique, de l'île d'Elbe au Danube, Presses de la Cité, Coll. Troupes de choc, 1980  (ISBN 978-2258006850) - Prix Raymond-Poincaré 1980.
- La Garde impériale russe, avec Gérard Gorokhoff, Lavauzelle, 1986.
- Commandos paras de l'air : Algérie 1956-1962, Presses de la Cité, 1988  (ISBN 978-2258021228).
- Batailles pour la France, Presses de la Cité, 1989  (ISBN 978-2258028128).
- Les Corps-Francs 1939-1940, Presses de la Cité, 1992  (ISBN 978-2258012509).
- La duchesse d'Uzès 1847-1933, Perrin, 1993  (ISBN 978-2262004248).
- Les cadets de Saumur, juin 1940, Presses de la Cité, 1993  (ISBN 978-2258034761).
- La Luftwaffe : en couleurs, Heimdal, 1994  (ISBN 978-2902171286).
- Les as de la Grande Guerre, Presses de la Cité, 1997.
- Sous-marins allemands au combat, 1939-1945, Presses de la Cité, 1997  (ISBN 2-7028-1512-X)
- Le 11 novembre 1918 : la 11e heure du 11e jour du 11e mois, Presses de la Cité, 1998  (ISBN 2-258-04889-3).
- De la cour à l'exil, Nel, 2008  (ISBN 978-2723301053).
- Histoire des princes de Lobkowicz, préface de l'archiduc Otto de Habsbourg-Lorraine, Berger-Levrault, 1977.
- Versailles 1919, chronique d'une fausse paix, Presses de la Cité, 2001  (ISBN 978-2258051294).
- Amyot d'Inville : Quatre frères pour la France, Charles Hérissey, 2004  (ISBN 978-2914417174).
- Paul Lengellé : peintre de l'Air, peintre du ciel , La Rivière, 2004  (ISBN 978-2848900698).
- Les ailes de 1940, Presses de la Cité, 2007  (ISBN 978-2258058774)[5].
- Tom Morel, héros des Glières, Presses de la Cité, préface de Nicolas Sarkozy, président de la République française  (ISBN 978-2258076471); 2008[6],[7].
- Avec les cadets de Saumur, bande dessinée, dessins de Guillaume Berteloot, Éditions du Triomphe, 2010, dépôt légal mai 2010[8].
- Se battre pour l'Afghanistan, soldats de montagne contre les talibans, Presses de la Cité 2010  (ISBN 978-2-258-07993-9)[9].
- Baron Rouge et Cigogne Blanche, Presses de la Cité, préface du général Stéphane Abrial et postface du général Jean-Paul Paloméros, 2011.
- Le général de Castelnau (1851-1944) : Le Soldat, l'Homme, le Chrétien, Éditions Charles Hérissey, 2014.
- Nouvelle histoire de la Légion étrangère, Perrin, 2016, 652 pages.
- François de Sales, le gentilhomme de Dieu, Omnibus, 2018.
- Charles Nungesser, Le Rocher, 2021.
- Le Lundi 1921-2021. Un siècle d'histoire d'un cercle “d'hommes occupés”, 2021.
- Ils ont résisté à Hitler. Allemagne 1930-1945, de l'opposition à la résistance, éditions du Rocher, 2022.
- Monsabert. L’avènement d’un chef de guerre, éditions du Rocher, 2024.

## Ouvrages généalogiques
- La Maison de Curières de Castelnau, publié par Hubert Lamant-Duhart chez Chritsmann 1975, prix Marie-Eugène Simon-Henri-Martin de l’Académie française en 1976
- Dictionnaire de la noblesse russe, Éditions Contrepoint, 1978[10]

## Romans
- L'Aigle et l'Étoile, Presses de la Cité, 1984
- Et les lys refleuriront, Presses de la Cité, 1989,  (ISBN 978-2258027145)
- Le Maître de cave, Presses de la Cité, 2015.

## Historiques d'entreprises
- Histoire de la brique de Vaugirard. Éd. Gérard Vince, 1987.
- BP France au seuil de l'Europe. Polyprint, 1994.
- Ruinart, la plus ancienne maison de Champagne, Stock, 1994  (ISBN 978-2234044197).
- De Locamic à Loxxia, Polyprint, 1996.
- Moulages plastiques de' l'Ouest (MPO), une histoire de famille, 1997.
- La Chambre de Commerce franco-britannique, 125 ans de relations transmanche, Polyprint, 1999.
- Loxxia-Slibail, histoires parallèles, Polyprint, 2001.
- Siemens en France, une aventure industrielle, éditions de Venise, 2001.
- Chaix, un nom, une banque pour une région, Laffont, 2001.
- Une histoire dans une histoire : Lixxbail et le Crédit-Bail, éditions de Venise, 2003.
- Ruinart raconté par ceux qui l'ont fait, éditions de Venise, 2003.
- La Providence, 1804-2004 : Deux siècles au pied de Montmartre, éditions de Venise, 2004  (ISBN 2908334313).
- Ruinart, trois siècles de Champagne, éditions de Venise, 2004.
- Banque de Picardie, Coiffart éditeur, 2004.
- Dupuy, de Parseval, depuis 1845, une banque ouverte sur le monde, éditions de Venise, 2005.
- Union de Banques à Paris, éditions de Venise, 2005.
- Histoire de la Banque Hervet, éditions  de Venise, 2005  (ISBN 978-2908334340).
- Bull, saga de l'informatique franco-européenne, éditions de Venise, 2006  (ISBN 978-2908334425).
- La Compagnie Générale des Eaux 1853-1959 : De Napoléon III à la Ve République, éditions de Venise, 2006  (ISBN 978-2908334418).
- Banque Tarneaud - Depuis 1809, 200 ans d'histoire d'une banque pas comme les autres, coéditions des éditions de Venise et Lavauzelle, 2009  (ISBN 978-2-7025-1499-3).

## Documentaires
Textes dits par le comédien Dominique Paturel :
- Rommel, Le Renard du Désert, 2003,
- Le duel des Amiraux, Coll. Les Grandes Batailles navales de la Seconde Guerre mondiale 2003
- Le Jour J : Le débarquement - Du débarquement à la victoire , 2003
- Les Secrets de la Guerre Hitlérienne , 2003
- Sous-marins et U-Boote, 2003